# Rippstein-Aufnahme
Die Rippstein-Aufnahme und ihre Variante Rippstein-II = Dunn-Rippstein-Aufnahme sind Röntgenaufnahmen des Hüftgelenks, die zur genauen Beurteilung der Schenkelhalsstellung dienen. Die Rippstein-Einstellung wurde 1955 veröffentlicht.
Bei Verdacht auf eine Fehlstellung des Schenkelhalses, beispielsweise einer Coxa vara, kann eine Rippstein-Aufnahme angefertigt werden, um den genauen CCD-Winkel und Antetorsionswinkel des Schenkelhalses zu berechnen und eine eventuelle operative Korrektur zu planen. Sie wird zur Minderung der Strahlenexposition heute oft durch niedrigdosierte Computertomografie oder Kernspintomografie ersetzt.

## Durchführung
In Rückenlage wird das Kniegelenk 90° gebeugt, zum Beispiel indem man den Unterschenkel des Patienten über die Tischkante nach unten hängen lässt. Bei Rippstein-II werden Hüftgelenk und Kniegelenk jeweils 90° gebeugt und das Hüftgelenk ca. 20° abgespreizt (abduziert), ohne die Rotation des Oberschenkelknochens zu verändern. In dieser Position wird ein anterior-posteriores Röntgenbild mit Zentralstrahl senkrecht zur Tischfläche gemacht. Es gibt spezielle Lagerungshilfen "nach Rippstein". Manchmal ist Bei Kindern auch die Unterstützung durch eine die Beine haltenden Person erforderlich.